# Bēne (stacja kolejowa)
Bēne (ros. Бене) – stacja kolejowa w miejscowości Bēne, w gminie Dobele, na Łotwie. Położona jest na linii Jełgawa - Możejki.